# Leppäjärvi (insjö i Idensalmi och Pielavesi, Norra Savolax, Finland)
Leppäjärvi är en sjö i Finland. Den ligger i kommunerna Idensalmi och Pielavesi i landskapet Norra Savolax, i den centrala delen av landet, 400 km norr om huvudstaden Helsingfors. Leppäjärvi ligger 143,8 meter över havet. Den är 5,9 meter djup. Arean är 32,6 hektar och strandlinjen är 2,49 kilometer lång. Sjön  ingår i Vuoksens huvudavrinningsområde.   I omgivningarna runt Leppäjärvi växer i huvudsak blandskog.